# Sopwith Snark
Sopwith Snark là một mẫu thử máy bay tiêm kích của Anh, được hãng Sopwith thiết kế chế tạo khi Chiến tranh thế giới I gần kết thúc, nhằm thay thế cho loại Sopwith Snipe của Không quân Hoàng gia Anh.

## Tính năng kỹ chiến thuật
Dữ liệu lấy từ War Planes of the First World War: Fighters Volume Three 
Đặc điểm tổng quát
- Kíp lái: 1
- Chiều dài: 20 ft 6 in (6,25 m)
- Sải cánh: 26 ft 6 in (8,08 m)
- Chiều cao: 10 ft 10 in (3,30 m)
- Diện tích cánh: 322 sq ft (29,9 m²)
- Trọng lượng có tải: 2.283 lb (1.038 kg)
- Động cơ: 1 × ABC Dragonfly IA, 360 hp [2] (269 kW)

 Hiệu suất bay 
- Vận tốc cực đại: 130 mph (113 knot, 209 km/h) trên độ cao 3.000 ft (915 m)

Trang bị vũ khí

- Súng: 

  - 2× súng máy Vickers .303 in (7,7 mm)
  - 4×.Súng máy Lewis .303 in